# Darren Wharton
Darren Dean Wharton, född 24 december 1962, är en brittisk keyboardmusiker/sångare/låtskrivare. Han var tidigare medlem i Thin Lizzy och medverkade även på The Philip Lynott Album. Sedan 1988 spelar och sjunger han i sitt eget band Dare. Wharton har även varit med i ett återförenat Thin Lizzy som år 2000 gav ut livealbumet One Night Only.
På senare tid har han också blivit radiopratare och kan höras på Chester's Dee 106.3 varje fredagskväll klockan 18–19, då han spelar rockmusik.

## Diskografi

### Med Thin Lizzy
- Chinatown (1980) as session man
- Renegade (1981)
- Thunder and Lightning (1983)
- Life (farewell concert album) (1983)
- One Night Only (Live) (2000)

### Med Philip Lynott
- The Philip Lynott Album (1982)

### Med Dare
- Out Of The Silence (1988)
- Blood From Stone (1991)
- Calm Before The Storm (1998)
- Belief (2001)
- Beneath The Shining Water (2004)
- The Power Of Nature (Live in Munich) (2005) also on DVD
- Arc Of Dawn (2009)